# Cratichneumon howdeni
Cratichneumon howdeni är en stekelart som beskrevs av Heinrich 1961. Cratichneumon howdeni ingår i släktet Cratichneumon och familjen brokparasitsteklar. Inga underarter finns listade i Catalogue of Life.